# Мишин, Алексей Константинович
Алексе́й Константи́нович Ми́шин, (родился 3 ноября 1946 года, Бор, Горьковская область) — советский хоккеист, нападающий. Мастер спорта. Тренер.

## Биография
Начал играть в 1962 году в городе Бор Горьковской обл. В 1965—1980 годах в «Торпедо» (Горький).
Один из сильнейших игроков горьковской команды в 60—70-е гг. Был её капитаном. В декабре 1976 г. в составе «Спартака» принимал участие в Кубке Бродбора, стал победителем, набрал 7 очков (1 гол и 6 передач)

## Достижения
- Чемпион Универсиады — 1972
- Сыграл в высшей лиге 15 чемпионатов.
- Провел 536 матчей, забил 185 голов (второй по результативности после Александра Скворцова за всю историю «Торпедо»).
- Александр Федотов забил в играх за Торпедо (Горький)  215  голов !
- В 1971 году вошёл в список 34 лучших хоккеистов сезона.

## Статистика выступлений
|                          |                          |                            | Регулярный сезон | Регулярный сезон | Регулярный сезон | Регулярный сезон | Регулярный сезон |
| Сезон                    | Команда                  | Лига                       | Игр              | Г                | П                | О                | ШТ               |
| ------------------------ | ------------------------ | -------------------------- | ---------------- | ---------------- | ---------------- | ---------------- | ---------------- |
| 1966/67                  | Торпедо Горький          | Чемпионат СССР             | 36               | 3                | 0                | 3                | 4                |
| 1967/68                  | Торпедо Горький          | Чемпионат СССР             | 24               | 0                | 0                | 0                | 10               |
| 1968/69                  | Торпедо Горький          | Чемпионат СССР             | 20               | 10               |                  |                  |                  |
| 1968/69                  | Торпедо Горький          | Чемпионат СССР. 7-12 место |                  | 26               |                  |                  |                  |
| 1969/70                  | Торпедо Горький          | Чемпионат СССР             | 44               | 29               |                  |                  |                  |
| 1970/71                  | Торпедо Горький          | Чемпионат СССР             | 39               | 14               |                  |                  |                  |
| 1971/72                  | Торпедо Горький          | Чемпионат СССР             | 28               | 15               | 4                | 19               | 18               |
| 1972/73                  | Торпедо Горький          | Чемпионат СССР             | 29               | 25               | 6                | 31               | 29               |
| 1973/74                  | Торпедо Горький          | Чемпионат СССР             | 31               | 15               | 2                | 17               | 16               |
| 1974/75                  | Торпедо Горький          | Чемпионат СССР             | 36               | 15               | 16               | 31               | 30               |
| 1975/76                  | Торпедо Горький          | Чемпионат СССР             | 32               | 14               | 5                | 19               | 26               |
| 1976/77                  | Торпедо Горький          | Чемпионат СССР             | 36               | 10               | 6                | 16               | 23               |
| 1977/78                  | Торпедо Горький          | Чемпионат СССР             | 36               | 13               | 11               | 24               | 30               |
| 1978/79                  | Торпедо Горький          | Чемпионат СССР             | 43               | 6                | 11               | 17               | 44               |
| 1979/80                  | Торпедо Горький          | Чемпионат СССР             | 37               | 13               | 9                | 22               | 16               |
| Всего в Чемпионатах СССР | Всего в Чемпионатах СССР | Всего в Чемпионатах СССР   | 536              | 185              | 80               | 265              |                  |

## Тренерская карьера
- 1980—1982 годы — играющий тренер команды Гамбургер спортферайн (ФРГ).
- 1982—1983 годы — тренер молодёжной команды Торпедо (Горький).
- 1983—1986 годы — тренер Торпедо (Горький).
- С 1986 года — и. о. старшего тренера Торпедо (Горький).